# ديفيد هويرتا
ديفيد هويرتا (بالإسبانية: David Huerta)‏ (8 أكتوبر 1949 - 3 أكتوبر 2022)، هو شاعر وناشر مكسيكي، وهو ابن الشاعر المكسيكي الشهير إفرين هويرتا.
ولد ديفيد هويرتا في 1949 في مدينة مكسيكو في المكسيك، درس الفلسفة والآداب الإنجليزي والإسباني في الجامعة الوطنية المستقلة في المكسيك. نشر في عام 1972 ديوانه الأول. توفي بمدينة مكسيكو في 3 أكتوبر 2022.